# Guy Percy Lumsden Drake-Brockman
Guy Percy Lumsdon Drake-Brockman, britanski general, * 1894, † 1952.